# 위아더원
위아더원은 대한민국의 음악 그룹이다. 2021년 싱글 《On The Fire》로 데뷔했다.

## 방송
- Peak Time (2023)

## 음반
- On The Fire (2021)
- 현기증 (Dizzy) (2021)